# Dialetto greco di Mariupol'

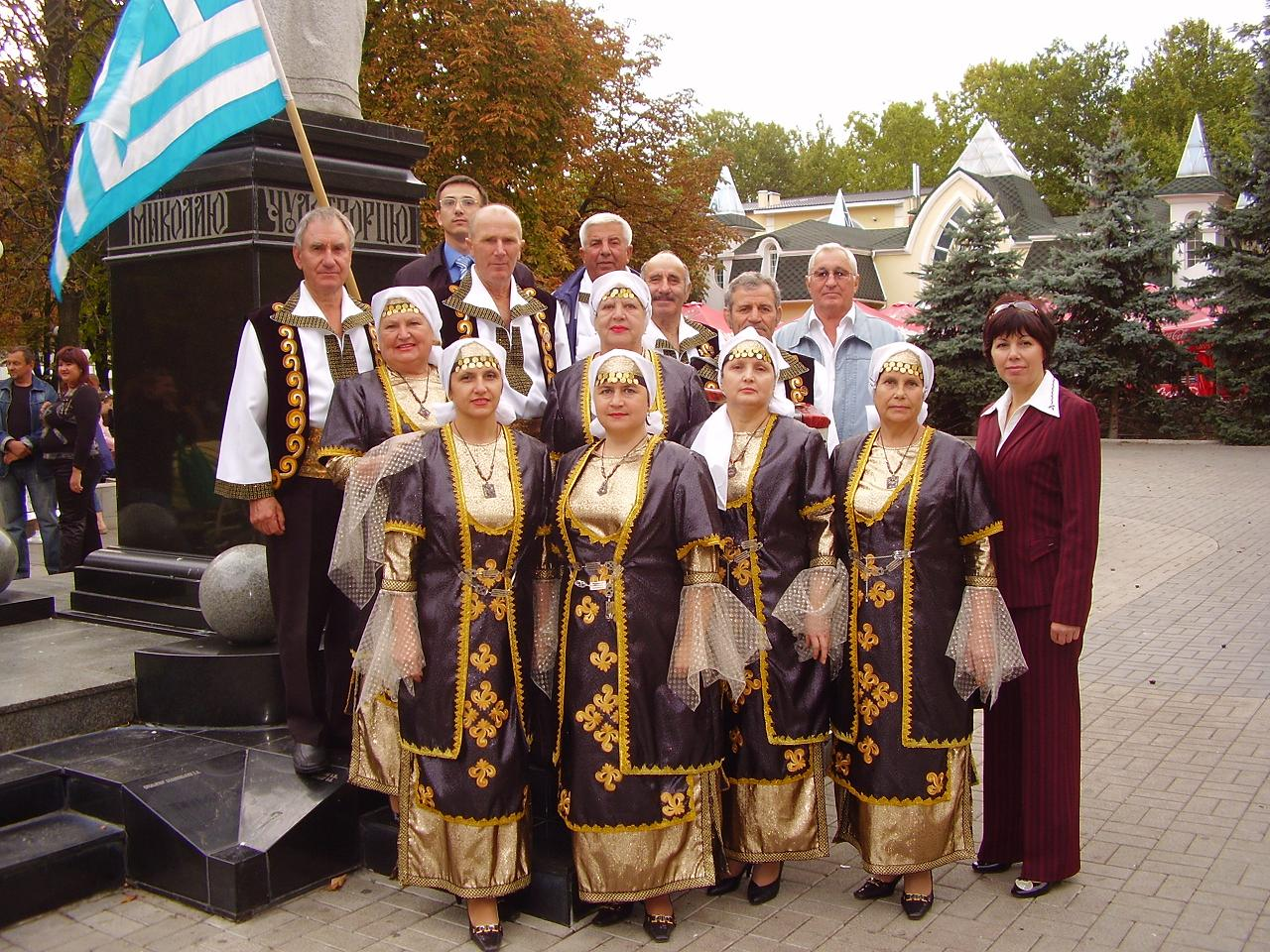
Vicino al monumento a Mykola Chudotvorets (San Nicola di Bari) in Ucraina

La lingua greca mariupolitana, o greco di Crimea noto anche come Tauro-Romaico o Ruméica ( Rumaíica, dal (EL) , " romano"; in russo Румейский язык?, Rumejskij jazyk; in ucraino Румейська мова?, Rumejs'ka mova), è un dialetto greco parlato lungo la costa settentrionale del Mar d'Azov. Sebbene il Rumeíka, insieme alla lingua turca Urum, sia rimasta la lingua principale parlata dai greci del Mare di Azov fino al XX secolo, attualmente è usata solo da una piccola parte dei greci dell'Ucraina.

## Storia

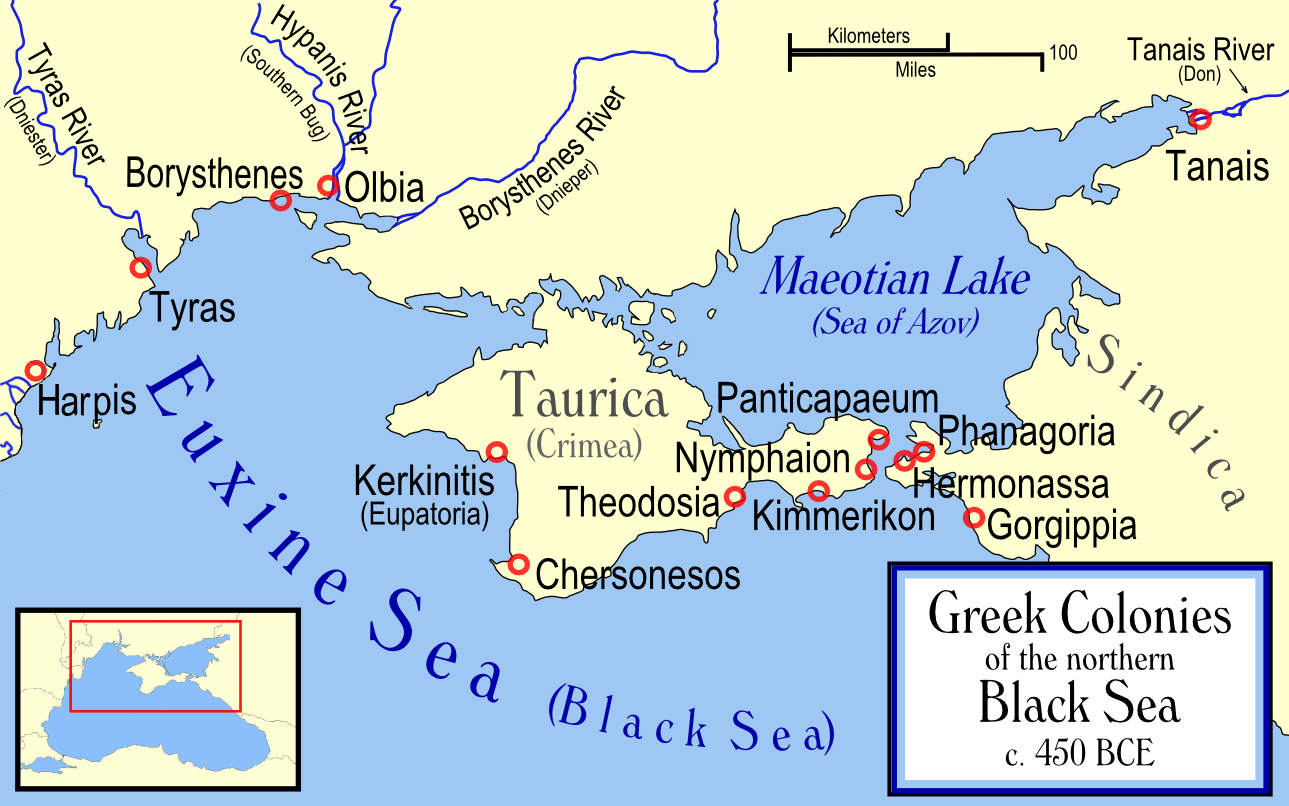
Antiche colonie greche del Mar Nero settentrionale

La penisola della Crimea è stata di lingua greca per oltre 2500 anni come parte delle antiche colonie greche e come parte dell'impero bizantino. Le città-stato greche iniziarono a stabilire colonie lungo la costa della Crimea del Mar Nero nel VII o VI secolo a.C. La maggior parte di queste colonie furono fondate da Ioni della città di Mileto in Asia Minore. Dopo che il saccheggio di Costantinopoli da parte della Quarta Crociata frammentò l'Impero Bizantino, la Crimea divenne un principato all'interno dell'Impero di Trebisonda. Quando quello stato, che era centrato sulla costa orientale del Mar Nero e sulle Alpi Pontiche dell'Anatolia nord-orientale, cadde in mano agli Ottomani nel 1461, il principato greco di Crimea (Principato di Teodoro) rimase indipendente, diventando soggetto agli Ottomani nel 1475. L'inizio dell'insediamento su larga scala dei greci nella regione della steppa a nord del Mar d'Azov risale alla guerra russo-turca (1768–74), quando Caterina la Grande di Russia invitò i greci della Crimea a reinsediarsi nelle terre recentemente conquistate (inclusa la fondazione di Mariupol') per sfuggire alla persecuzione nella Crimea allora dominata dai musulmani.
A causa dei secoli vissuti sotto il dominio tataro e turco, molti greci non parlavano più la lingua greca; così la comunità si divise tra Romeiis di lingua greca e Urum di lingua Urum.
Nel XX secolo, il Rumeíka era il dialetto greco usato dalla maggior parte dei villaggi di lingua greca nella regione della costa del Mar d'Azov settentrionale. Ci sono circa 17 villaggi che parlano questa lingua oggi. Gli studiosi moderni distinguono cinque sottodialetti di Rumeíka in base alla loro somiglianza con il greco moderno standard.
La Rumeíka non è l'unica varietà greca parlata nelle regioni settentrionali dell'Azov: il villaggio di Anadol parla la lingua pontica, essendo stato colonizzato dai Greci del Ponto nel 1826.

## Dialetti

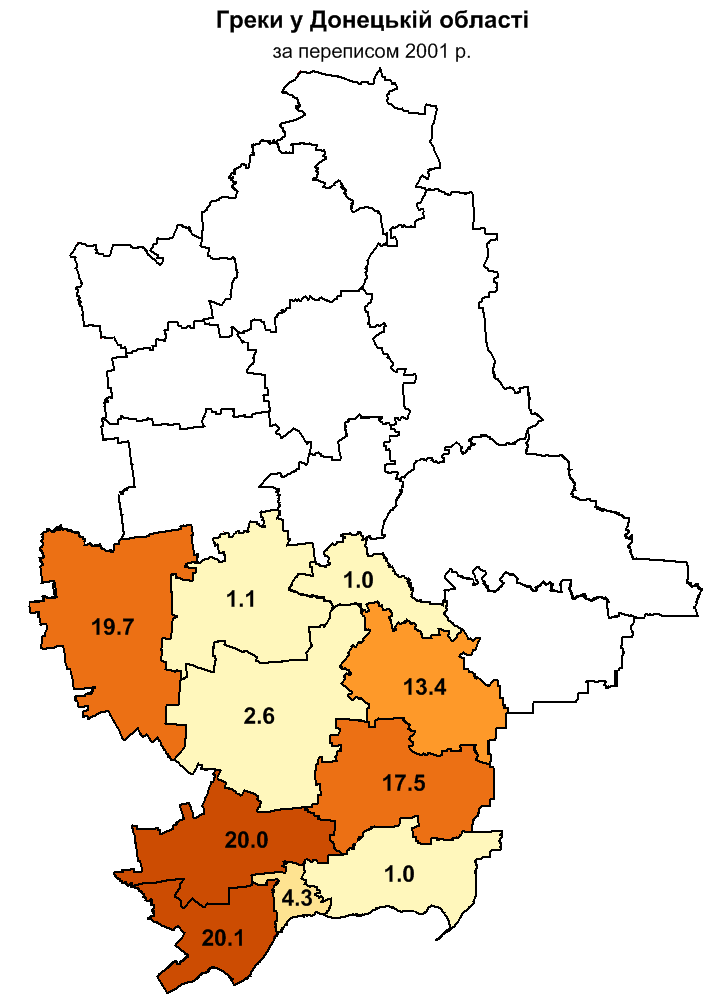
Greci (inclusi Urum) nell'oblast' di Donec'k

Abbastanza spesso il Rumeíka è descritto come un dialetto del Greco del Ponto. Secondo i ricercatori moderni, la situazione non è così semplice: si possono portare argomenti sia per la somiglianza del Rumeíka con il greco pontico che con i dialetti del greco settentrionale. Secondo Maksim Kisilier, mentre il Rumeíka condivide alcune caratteristiche sia con il greco del Ponto che con il dialetto del greco settentrionale, è meglio considerato come un dialetto greco separato, o anche un gruppo di dialetti.

## Ricerca e letteratura
Dopo la Rivoluzione d'Ottobre del 1917, nella regione si verificò una rinascita romaica. L'amministrazione sovietica istituì un teatro greco-romaico, diverse riviste e giornali e diverse scuole di lingua romaica. Il miglior poeta romaico Georgi Kostoprav creò un linguaggio poetico romaico per la sua opera. Questo processo fu invertito nel 1937 quando Kostoprav e molti altri Romaici e Urum furono uccisi come parte delle politiche nazionali di Iosif Stalin. Una grande percentuale della popolazione fu deportata nei Gulag.
Il dialetto Rumeíka divenne oggetto di studio linguistico alla fine degli anni '20 e '30, come parte del programma generale di identificazione e descrizione delle lingue dell'URSS. Tuttavia, i linguisti che studiavano la lingua divennero vittime delle repressioni di Stalin nel 1937 e la ricerca sulla Rumeíka non riprese fino agli anni '50 e '60.
Studiosi di greco di Kiev, guidati da Andrij Bilec'kyj, compilarono una descrizione dettagliata della lingua e registrarono il folklore. Poiché i greci dell'Azov avevano apparentemente perso l'alfabetizzazione in greco già durante il periodo della loro storia in Crimea, Bilec'kyj sviluppò per loro un sistema di scrittura cirillico, basato sul cirillico russo e ucraino nel 1969.
Un certo numero di libri sono stati pubblicati in greco Rumeíka utilizzando questa ortografia cirillica. Oltre alle opere autoctone, si notano traduzioni del Canto della schiera di Igor' e del Kobzar di Taras Ševčenko .
Un nuovo tentativo di preservare un senso di identità etnica romaica è iniziato a metà degli anni '80. Sebbene numerosi scrittori e poeti utilizzino l'alfabeto cirillico Rumeíka, la popolazione della regione lo usa raramente; la maggior parte dei greci dell'Ucraina ora considera il russo la propria lingua madre. La lingua romaica è in rapido declino, maggiormente minacciata dal greco moderno standard che viene insegnato nelle scuole e nell'Università locale. Tuttavia, le ultime indagini di Aleksandra Gromova dimostrano che c'è ancora speranza che elementi della popolazione romaica continuino ad usare il dialetto.